# ОШ „Вера Радосављевић” Неготин
ОШ „Вера Радосављевић” у Неготину државна је установа основног образовања, основана 1964. године.